# 高身毛鼻鯰
高身毛鼻鯰，為輻鰭魚綱鯰形目毛鼻鯰科的其中一種。分布於南美洲阿根廷海拔500至2500公尺的淡水流域，背鰭軟條10至13枚；臀鰭軟條9至10枚，體長可達9.3公分，屬肉食性，以水生昆蟲為食。

## 扩展阅读
維基物種上的相關：高身毛鼻鯰